# 帕德爾區
帕德爾區是非洲中部國家烏干達的111個區之一，由北部區負責管轄，首府是帕德爾，距離古盧約130公里，面積8,282平方公里，2002年人口估計為142,320。原为基特古姆区的一部分，于2001年12月从基特古姆区分出两县，新成立帕德尔区。得名于同名的城镇帕德尔。该区主要民族为阿乔利人。

## 经济
该区主要支柱产业为农业，区内90%人口均从事农业相关工作。粮食作物主要包括：豆类、豌豆、木薯、杂谷、玉米、高粱、蔬菜等。经济作物则包括：棉花、花生、向日葵、水稻、烟草、大豆、芝麻等。区内的渔业及狩猎亦分布广泛。

## 外部連結
- Pader District Information Portal

02°50′N 33°05′E / 2.833°N 33.083°E